# Томаш Стефанішин
Томаш Тадеуш Стефанішин (пол. Tomasz Tadeusz Stefaniszyn, 16 березня 1929, Стрий — 8 вересня 1986, Варшава) — польський футболіст, воротар. Двічі учасник Олімпійських ігор. Багаторічний гравець Варшавської «Гвардії».
До 1950 року він був гравцем «Тарновії» та  краківської «Гарбарні». У варшавській «Легії» грав впродовж двох років, саме захищаючи її кольори вперше зіграв у національній збірній. У воротах «Легії» був замінений на Едуарда Шимков'яка, з яким майже десять років змагався за звання першого воротаря національної збірної. У 1952 році він перейшов до варшавської «Гвардії», і був її гравцем 13 років, і в цьому клубі він закінчив свою кар'єру в 1965 році.
У національній збірній він дебютував 18 травня 1952 року у матчі проти Болгарії, його останній виступ за збірну відбувся у 1960 році. Він брав участь у Олімпійських іграх у Гельсінкі та Римі (він грав в обидвох турнірах). Він зіграв 12 офіційних зустрічей за національну збірну.